# Милић Јовановић (фудбалер)
Милић Јовановић (Крушевац, 10. фебруара 1966) бивши је српски и југословенски фудбалер, играо је на позицији голмана. Био је члан генерације Црвене звезде која је освојила европску титулу 1991. године.

## Каријера
Поникао је у млађим категоријама Напретка из Крушевца, дебитовао је за први тим 1988. године, одигравши укупно 57 утакмица. Године 1990. прешао је у београдску Црвену звезду, у којој је одиграо само шест утакмица, пошто је углавном био резерва првом голману Стевану Дики Стојановићу. Са Црвеном звездом је освојио титулу првака Европе 1991. године. После освајања тог пехара, прешао је у Могрен у коме такође није успео да се наметне, одигравши само 11 мечева у две сезоне. 1993. године отпутовао је у Португалију, где је играо до краја каријере: прво је наступао за Торенсе у Другој дивизији, затим у Насионалу, а потом у Лесу. Јовановић је 2001. године завршио играчку каријеру.
Живи у Португалији. На острву Мадеира је тренер у млађим категоријама овог клуба.

## Трофеји
Црвена звезда
- Куп европских шампиона (1) : 1990/91.
- Интерконтинентални куп (1) : 1991.
- Првенство Југославије (2) : 1990/91, 1991/92.